# Tutte le migliori
Tutte le migliori — сборник итальянских исполнителей Мины и Адриано Челентано (MinaCelentano), вышедший 1 декабря 2017 года на лейблах PDU и Clan Celentano.

## Предыстория
В ноябре 2016 года, во время пресс-конференции по случаю презентации альбома Le migliori, продюсеры проекта, Клаудия Мори и Массимилиано Пани, объявили о переиздании альбома под Рождество 2017 года, в виде бокс-сета с первым совместным альбомом артистов Mina Celentano и двумя новыми песнями.
В ноябре 2017 года, когда стало известно о выходе данного альбома, оказалось, что это будет сборник из лучших дуэтов Мины и Челентано, а также лучших их сольных записей, также будет только одна новая песня — «Eva».

## Релиз
Сам сборник был выпущен 1 декабря 2017 года. Он смог добраться до третьего места в итальянском альбомном чарте, также до пятьдесят третьего в швейцарском.
Альбом был выпущен в нескольких вариантах: 
- Стандартное издание: Включает в себя два компакт-диска. Первый содержит одиннадцатью треков, среди которых десять это сборник лучших дуэтов Мины и Челентано и одна новая песня; второй диск включает в себя восемнадцать сольных лучших песен обоих исполнителей. Эта версия также доступна в цифровом формате.
- Подарочное издание: Включает в четыре компакт-диска. Первые два — стандартное издание, два другие — студийные альбомы Mina Celentano (1998) и Le migliori (2016). Версия также включает диджибук.
- Издание на виниле: Включает в себя три виниловых пластинки с лучшими дуэтами и сольными треками (собственно сам Tutte Le Migliori).
- Издание Picture disc: Включает в себя пять виниловых пластинок (Picture disc) c альбомами Tutte Le Migliori, Mina Celentano и Le migliori.
- Лимитированное издание: Включает в себя пять виниловых пластинок со всеми песнями из подарочного издания и шесть постеров[5].

## Продвижение
Перед выходом альбома 10 ноября 2017 года был выпущен сингл «Eva». Его авторами стали Луиджи Де Ренцо и Андреа Галло. Также на YouTube-канале дуэта было выложено лирк-видео, снятое Гаэтано Морбиоли.
Кроме того, по случаю выхода сборника, 2 декабря 2017 года, на Rai 1, вышел в эфир специальный выпуск «Fratelli d’Italia», посвящённый творческому дуэту Мины и Адриано Челентано; режиссёром стал Винченцо Моллика. Программу посмотрело около четырёх с половиной миллионов зрителей.

## Список композиций
| №                   | Название                               | Автор(ы)                              | Длительность |
| ------------------- | -------------------------------------- | ------------------------------------- | ------------ |
| 1.                  | «Eva»                                  | Андреа Галло, Луиджи Де Ренцо         | 5:12         |
| 2.                  | «Specchi riflessi»                     | Джованни Донцелли, Винченцо Леомпорро | 4:57         |
| 3.                  | «Amami amami»                          | Риккардо Синигалья, Идан Райхель      | 3:18         |
| 4.                  | «Acqua e sale»                         | Джованни Донцелли, Винченцо Леомпорро | 4:40         |
| 5.                  | «A un passo da te»                     | Фабио Илакуа                          | 4:31         |
| 6.                  | «Brivido felino»                       | Паоло Аудино, Стефано Ченчи           | 3:43         |
| 7.                  | «Come un diamante nascosto nella neve» | Марко Бруни                           | 3:46         |
| 8.                  | «Sempre sempre sempre»                 | Луиджи Албертелли, Энрико Риккарди    | 4:46         |
| 9.                  | «È l’amore»                            | Андреа Мингарди, Маурицио Тирелли     | 3:39         |
| 10.                 | «Sono le tre»                          | Лука Рустичи, Филиппе Леон            | 3:47         |
| 11.                 | «Che t'aggia di'»                      | Адриано Челентано                     | 5:08         |
| Общая длительность: | Общая длительность:                    | Общая длительность:                   | 47:28        |

| №                   | Название                                              | Автор(ы)                                            | Длительность |
| ------------------- | ----------------------------------------------------- | --------------------------------------------------- | ------------ |
| 1.                  | «Volami nel cuore» (Mina)                             | Альберто Теста, Манрико Молоньи, Гуальтьеро Мальони | 3:37         |
| 2.                  | «L’emozione non ha voce» (Celentano)                  | Могол, Джанни Белла                                 | 4:09         |
| 3.                  | «Se telefonando» (Mina)                               | Маурицио Констанцо, Гиго Де Чиара, Эннио Морриконе  | 2:59         |
| 4.                  | «Ti penso e cambia il mondo» (Celentano)              | Стивен Липсон, Маттео Саджезе, Джино Де Крешенцо    | 4:27         |
| 5.                  | «Ancora ancora ancora» (Mina)                         | Кристиано Мальджольо, Джан Пьетро Фелисатти         | 4:19         |
| 6.                  | «Storia d’amore» (Celentano)                          | Лучано Беретта, Адриано Челентано, Мики Дель Прете  | 4:54         |
| 7.                  | «Grande grande grande» (Mina)                         | Альберто Теста, Тони Ренис                          | 4:00         |
| 8.                  | «Apri il cuore» (Celentano)                           | Могол, Кеопе, Джанни Белла, Росарио Белла           | 5:20         |
| 9.                  | «Questa vita loca» (Mina)                             | Франциско Сеспедес, Кристиано Мальджольо            | 3:52         |
| 10.                 | «Azzurro» (Celentano)                                 | Вито Паллавичини, Паоло Конте, Микеле Верано        | 3:43         |
| 11.                 | «Portati via» (Mina)                                  | Стефано Борджа                                      | 3:57         |
| 12.                 | «Il ragazzo della via Gluck» (Celentano)              | Мики Дель Прете, Лучано Беретта, Адриано Челентано  | 4:14         |
| 13.                 | «L’importante è finire» (Mina)                        | Кристиано Мальджольо, Альберто Анелли               | 3:22         |
| 14.                 | «Prisencolinensinainciusol» (New Version) (Celentano) | Адриано Челентано                                   | 4:09         |
| 15.                 | «Fosse vero» (Mina)                                   | Альберто Де Мартини, Массимилиано Пани              | 4:20         |
| 16.                 | «La gonna e l’insalata» (Celentano)                   | Адриано Челентано                                   | 5:06         |
| 17.                 | «Insieme» (Mina)                                      | Могол, Лучио Баттисти                               | 4:10         |
| 18.                 | «Io sono un uomo libero» (Celentano)                  | Ивано Фоссати                                       | 5:50         |
| Общая длительность: | Общая длительность:                                   | Общая длительность:                                 | 76:00        |

| №                   | Название                 | Автор(ы)                              | Длительность |
| ------------------- | ------------------------ | ------------------------------------- | ------------ |
| 1.                  | «Acqua e sale»           | Джованни Донцелли, Винченцо Леомпорро | 4:42         |
| 2.                  | «Brivido felino»         | Стефано Ченчи, Паоло Аудино           | 3:44         |
| 3.                  | «Io non volevo»          | Адриано Челентано                     | 4:08         |
| 4.                  | «Specchi riflessi»       | Джованни Донцелли, Винченцо Леомпорро | 4:59         |
| 5.                  | «Dolce fuoco dell’amore» | Джулия Фасолино                       | 4:39         |
| 6.                  | «Che t’aggia di»         | Адриано Челентано                     | 5:09         |
| 7.                  | «Io ho te»               | Джованни Донцелли, Винченцо Леомпорро | 4:54         |
| 8.                  | «Dolly»                  | Адриано Челентано, Марко Ваккаро      | 5:35         |
| 9.                  | «Sempre sempre sempre»   | Луиджи Албертелли, Энрико Риккарди    | 4:46         |
| 10.                 | «Messaggio d’amore»      | Массимилиано Пани                     | 2:36         |
| Общая длительность: | Общая длительность:      | Общая длительность:                   | 45:16        |

| №                   | Название                               | Автор(ы)                                          | Длительность |
| ------------------- | -------------------------------------- | ------------------------------------------------- | ------------ |
| 1.                  | «Amami amami»                          | Риккардо Синигалья, Идан Райхель                  | 3:18         |
| 2.                  | «E’ l’amore»                           | Андреа Мингарди, Маурицио Тирелли                 | 3:39         |
| 3.                  | «Se mi ami davvero»                    | Мондо Марчо                                       | 3:42         |
| 4.                  | «Ti lascio amore»                      | Тото Кутуньо, Марио Кулотта, Фабрицио Берлинчиони | 5:13         |
| 5.                  | «A un passo da te»                     | Фабио Илакуа                                      | 4:31         |
| 6.                  | «Non mi ami»                           | Федерико Спаньоли                                 | 3:59         |
| 7.                  | «Ma che ci faccio qui»                 | Пьетро Палетти                                    | 4:01         |
| 8.                  | «Sono le tre»                          | Лука Рустичи, Филиппе Леон                        | 3:47         |
| 9.                  | «Il bambino col fucile»                | Франческо Габбани                                 | 2:44         |
| 10.                 | «Quando la smetterò»                   | Альдо Донати, Лориана Лана                        | 3:57         |
| 11.                 | «Come un diamante nascosto nella neve» | Марко Бруни                                       | 3:46         |
| 12.                 | «Prisencolinensinainciusol»            | Адриано Челентано                                 | 4:08         |
| Общая длительность: | Общая длительность:                    | Общая длительность:                               | 46:45        |

## Чарты
| Чарт (2017)                     | Высшая позиция |
| ------------------------------- | -------------- |
| Италия (Classifica album)       | 3              |
| Италия (Classifica vinili)      | 2              |
| Швейцария (Schweizer Hitparade) | 53             |